# Rhabdomastix emodicola
Rhabdomastix emodicola är en tvåvingeart som beskrevs av Alexander 1957. Rhabdomastix emodicola ingår i släktet Rhabdomastix och familjen småharkrankar. Inga underarter finns listade i Catalogue of Life.